# Cinque precetti generali della Chiesa
I cinque precetti generali della Chiesa sono leggi morali positive obbligatorie per i fedeli della Chiesa cattolica.
A differenza dei dieci comandamenti, non derivano dalla sacra scrittura, ma si iscrivono nel solco della tradizione cattolica e sono promulgate dall'autorità ecclesiastica. Tutti i cinque precetti sono contenuti nel Codice di diritto canonico, ma per comodità di consultazione e di memorizzazione vengono estratti in forma schematizzata e semplificata, e così riportati nel catechismo. Nelle successive versioni del catechismo si trovano dunque differenti successive formulazioni.

## Formulazione attuale
Nella formulazione iniziale del 1992 del Catechismo della Chiesa Cattolica, i precetti della Chiesa erano così formulati:
1. «Parteciperai alla Messa la domenica e alle altre feste comandate» (n.2042 comma 1) stabilisce la frequenza minima alla celebrazione eucaristica. Le feste di precetto infrasettimanali stabilite per la Chiesa universale sono dieci, ma le Conferenze episcopali possono variarne il numero, cosicché risultano diverse da luogo a luogo.
2. «Confesserai tutti i tuoi peccati almeno una volta all'anno» (n.2042, comma 2) stabilisce la frequenza minima al sacramento della Penitenza.
3. «Riceverai umilmente il tuo Creatore almeno a Pasqua» (n.2042, comma 3) stabilisce che ogni fedele debba comunicarsi, cioè partecipare all'eucaristia, a Pasqua. Nelle altre domeniche e feste di precetto in cui si deve partecipare alla Messa secondo il primo precetto, non è obbligatorio comunicarsi. Prima di comunicarsi il fedele deve aver ricevuto l'assoluzione sacramentale per i suoi peccati.
4. «Santificherai le feste che ti sono comandate» (n.2043, comma 1) prevede un obbligo più ampio, ma anche meno definito, rispetto al primo precetto, nel quale rientra soprattutto l'astensione dal lavoro nei giorni festivi. Ripete il terzo comandamento.
5. «Osserverai il digiuno prescritto e parimenti l'astinenza» (n.2043, comma 2) stabilisce l'obbligatorietà di osservare il digiuno ecclesiastico e l'astinenza dalle carni nei giorni prescritti dalla Chiesa.

A questi cinque precetti il Catechismo aggiungeva «l'obbligo di sovvenire alle necessità materiali della Chiesa, ciascuno in base alle proprie possibilità» (n.2043, comma 3).
Una formulazione diversa, più simile a quella tradizionale, si trova nella versione attuale (risalente al 1997) del Catechismo della Chiesa Cattolica n.2041-2043, nonché nel Compendio del Catechismo della Chiesa Cattolica n.432:.
1. «Partecipa alla Messa la domenica e le altre feste comandate e rimani libero dalle occupazioni del lavoro» (CCC 2042 comma 1); «Partecipare alla Messa la domenica e le altre feste comandate e rimanere liberi da lavori e da attività che potrebbero impedire la santificazione di tali giorni» (Compendio 432)
2. «Confessa i tuoi peccati almeno una volta all'anno» (CCC 2042 comma 2);  «Confessare i propri peccati, ricevendo il Sacramento della Riconciliazione almeno una volta all'anno» (Compendio 432)
3. «Ricevi il sacramento dell'Eucaristia almeno a Pasqua» (CCC 2042 comma 3); «Accostarsi al Sacramento dell'Eucaristia almeno a Pasqua» (Compendio 432)
4. «In giorni stabiliti dalla Chiesa astieniti dal mangiare carne e osserva il digiuno» (CCC 2043 comma 1); «Astenersi dal mangiare carne e osservare il digiuno nei giorni stabiliti dalla Chiesa» (Compendio 432)
5. «Sovvieni alle necessità della Chiesa» (CCC 2043 comma 2); «Sovvenire alle necessità materiali della Chiesa, ciascuno secondo le proprie possibilità» (Compendio 432)

## Formulazione tradizionale
Secondo la formulazione tradizionale i cinque precetti generali della Chiesa sono:
1. «Udir la Messa la domenica e le altre feste comandate». Analogo al primo precetto attuale, che però riporta il verbo partecipare in ossequio al principio dell'actuosa participatio introdotto da papa Pio XII.
2. «Non mangiar carne il venerdì e negli altri giorni proibiti, e digiunare nei giorni prescritti». Analogo al quinto precetto attuale. Fra gli «altri giorni proibiti» questo precetto comprende le vigilie di festa e le Quattro Tempora.
3. «Confessarsi almeno una volta all'anno, e comunicarsi almeno a Pasqua». Questo precetto riunisce il secondo e il terzo precetto secondo la formulazione del 1992, mettendone in luce la correlazione.
4. «Sovvenire alle necessità della Chiesa, contribuendo secondo le leggi e le usanze». Corrisponde all'attuale obbligo che segue i cinque precetti.
5. «Non celebrar solennemente le nozze nei tempi proibiti». Riguarda il divieto di celebrare il matrimonio in forma solenne nei tempi di penitenza. È stato escluso dalla formulazione attuale.

Una più antica formulazione, si trova nel Catechismo del beato Sebastiano Valfrè:
1. «Udir la Messa tutte le domeniche, ed altre Feste comandate.»
2. «Digiunar la Quaresima, e le Vigilie comandate, le quattro Tempora, non mangiar carne il Venerdì ed il Sabato.»
3. «Confessarsi almeno una volta all'anno: comunicarsi almeno alla Pasqua.»
4. «Non celebrare le nozze ne' tempi proibiti, cioè dalla prima domenica d'Avvento fino alla Epifania, e dal primo giorno di Quaresima fino all'Ottava di Pasqua.»
5. «Pagar le decime.»[5]

## Storia
Si può ricostruire la storia dei precetti della Chiesa attraverso i documenti dell'autorità ecclesiastica che stabilivano pene per i fedeli che non rispettavano i precetti. Nella Chiesa antica non si trova tuttavia un elenco fisso di precetti. In ogni caso già dall'epoca di Costantino si insisteva sull'importanza di assistere alla Messa alla domenica e nelle feste, di ricevere i sacramenti e sulla proibizione di contrarre matrimonio nei tempi proibiti. Nel Penitenziario di Teodoro di Canterbury del VII secolo si trovano pene per chi disprezza la domenica e manca di osservare il digiuno ecclesiastico o le prescrizioni per ricevere l'eucaristia, ma non si fa esplicita menzione del rispetto dei precetti della Chiesa. Questi precetti non si menzionano nemmeno nei brevi sermoni rivolti ai neofiti e attribuiti a san Bonifacio, ma probabilmente più recenti, in cui gli ascoltatori sono esortati ad osservare la domenica, a pagare le decime alla Chiesa, a osservare i digiuni e a ricevere periodicamente l'eucaristia. Nei libri tedeschi di istruzione popolare e di devozione scritti dal IX secolo in avanti si dà grande importanza all'obbligo di osservare questi doveri. Ciò risulta specialmente nei prontuari per l'esame di coscienza. Secondo un'opera scritta da Regino, abate di Prüm (morto nel 915), intitolata "Libri duo de synodalibus causis et disciplinis", il vescovo in visita pastorale, fra le altre indagini, deve domandare «se qualcuno non ha rispettato il digiuno quaresimale o delle Quattro Tempora o delle rogazioni o quello indetto dal vescovo per la protezione dalla peste; se c'è qualcuno che non è andato alla Santa Comunione almeno tre volte in un anno, cioè a Pasqua, Pentecoste e Natale; se qualcuno si ha trattenuto le decime di Dio e dei Suoi santi; se c'è qualcuno così perverso e corrotto da non andare in Chiesa almeno la domenica; se c'è qualcuno che non si è confessato almeno una volta all'anno, cioè all'inizio della Quaresima e non ha fatto penitenza per i suoi peccati».
L'insistenza sui precetti portò come conseguenza all'enucleazione di una serie di norme con un carattere ben distinto. In un libro del XIII secolo attribuito a Celestino V (sebbene l'autenticità dell'opera sia stata impugnata) compare un trattato sui precetti della Chiesa diviso in quattro capitoli, il primo verte sul digiuno, il secondo sulla confessione e sulla Comunione pasquale, il terzo sulle proibizioni circa le nozze e il quarto sulle decime. Nel XIV secolo Arnošt z Pardubic, arcivescovo di Praga raccomandava ai suoi sacerdoti di spiegare nelle loro prediche i principali punti del Catechismo, il Padre nostro, il Credo, i Comandamenti di Dio e della Chiesa. Un secolo più tardi, nel 1470 il catechismo di Dietrick Coelde, il primo, si dice, ad essere scritto in tedesco, enuncia esplicitamente che esistono cinque precetti della Chiesa. Nella sua "Summa Theologica" sant'Antonino da Firenze (1439) enumera dieci precetti della Chiesa che tutti i fedeli sono universalmente tenuti a rispettare. Questi sono: osservare certe feste, rispettare i digiuni prescritti, assistere alla Messa alla domenica e alle feste, confessare i peccati una volta all'anno, ricevere la Comunione nel tempo di Pasqua, pagare le decime, astenersi da ogni atto punito con l'interdetto e la scomunica, evitare ogni atto che abbia come conseguenza la scomunica latae sententiae, evitare la compagnia degli scomunicati, non assistere alla Messa o ad altre funzioni liturgiche celebrate da un presbitero che viva in aperto concubinato. Nel XVI secolo il canonista spagnolo Martín Aspilcueta (1586) fornì una lista dei cinque principali precetti di obbligo, digiunare nei tempi prescritti, pagare le decime, confessare i peccati una volta all'anno e ricevere la Comunione a Pasqua. Durante la Controriforma, a causa del dilagare dell'eresia, apparvero molte opere popolari in difesa dell'autorità della Chiesa, che raccomandavano in special modo l'osservanza dei suoi precetti. Fra queste opere si possono annoverare la Summa Doctrinae Christianae (1555) di san Pietro Canisio e la Doctrina Christiana di san Roberto Bellarmino (1589).